# 峻陽陵
峻阳陵是中国晋武帝司马炎的陵园，位于河南省洛阳市偃师区南蔡庄北邙山南坡。墓道长36米，宽10.5米；墓室长5.5米，宽3米，高2米。其西侧有陪葬墓22座。